# Ira S. Bowen
Ira Sprague Bowen (* 21. Dezember 1898 in Seneca Falls, New York, USA; † 6. Februar 1973) war ein US-amerikanischer Astronom und Astrophysiker.

## Leben
Im Jahre 1919 schloss Bowen das Oberlin College erfolgreich ab und ging an die University of Chicago. Er studierte zusammen mit Albert A. Michelson. 1926 erhielt er seinen PhD.
Im Jahre 1927 entdeckte Bowen, dass es die Hypothese vom Element Nebulium nicht braucht. Nebulium war zur Erklärung nicht identifizierter starker grüner Spektrallinien, gefunden 1864 in Gasnebeln, vorgeschlagen worden. Bowen untersuchte ultraviolette Spektren von ionisierten Atomen und konnte mit den daraus gewonnenen Kenntnissen über ihre Energieniveaus die nicht identifizierten grünen Spektrallinien durch verbotene Linien von Sauerstoff und Stickstoff erklären. Diese treten insbesondere in interstellaren Gas- und Molekülwolken und Polarlicht, also bei äußerst geringen Gasdichten auf.
1936 wurde er zum Mitglied der National Academy of Sciences gewählt, 1940 in die American Philosophical Society und 1950 in die American Academy of Arts and Sciences.
Bowen war von 1948 bis 1964 Direktor des Mt. Wilson und Mount Palomar Observatoriums (siehe Hale Observatories).
Der Mondkrater Bowen ist nach Bowen benannt, ebenso der Asteroid (3363) Bowen sowie das von ihm definierte Bowen-Verhältnis der Meteorologie.

## Auszeichnungen
- 1942 Henry Draper Medal
- 1957 Bruce Medal
- 1964 Henry Norris Russell Lectureship
- 1966 Goldmedaille der Royal Astronomical Society

## Nachruf
- QJRAS 15 (1974) 193